# Lao Khang
Lao Khang (1992) és una esportista laossiana d'ètnia hmong, originària de la vila de Nomgonnoua al districte de Nonghet. És jugadora de rugbi.
La seva primera oportunitat de practicar esport organitzat, als 20 anys (setembre de 2012), va ser a través del Projecte Juvenil Champa Ban de la Federació Laosiana de Rugbi, un programa pilot de l'ONG ChildFund Pass It Back. Actualment treballa com a funcionària de desenvolupament amb la Federació Laosiana de Rubgi, ha jugat amb la selecció de rugbi de Laos i el 2015 va guanyar un premi d'Atletes en Excel·lència de The Foundation for Global Sports Development. Juntament amb l'entrenadora estatunidenca Megan Knight, és una de les impulsores d'aquest esport entre les noies del país. En 2018 fou inclosa en la llista 100 Women BBC.